# Patrik Höglund
Patrik Höglund, född 12 januari 1968 i Sundsvall, är en svensk före detta professionell ishockeyspelare (back).
Patrik tog SM-silver med IF Björklöven 1988, SM-silver med Luleå HF 1993 och SM-guld med Luleå HF 1996.